# Zámek Troussay
Zámek Troussay leží v obci Cheverny v departementu Loir-et-Cher, v regionu Centre-Val de Loire. Patří k nejkrásnějším zámkům na Loiře.